# Xu Xing (paleontologo)
Xu Xing (徐星S, Xú XīngP; Xinjiang, 1956) è un paleontologo, scrittore e regista cinese.
Xu ha descritto e denominato molti generi di dinosauri, tra i quali vi sono i ceratopsi Yinlong del Giurassico, i tirannosauroidi Guanlong del Giurassico, il grande oviraptorosauro Gigantoraptor e il troodontide Mei.

## Biografia
Nato a Xinjiang, Cina, si laureò presso il Dipartimento di Geologia dell'Università di Pechino.
Attualmente è ricercatore presso l'Istituto di Paleontologia dei Vertebrati e Paleoantropologia dell'Accademia Cinese delle Scienze a Pechino.
Tra i contributi apportati da Xu alla Paleontologia vi sono la scoperta e l'analisi di fossili di dinosauro con caratteristiche degli uccelli e lo sviluppo di teorie relative all'evoluzione delle penne.

## Generi descritti da Xu Xing
| Nome               | Anno   | Stato                                                         | Coautore/i                                                 | Coautore/i                                                   | Note                                                                                | Immagini |
| ------------------ | ------ | ------------------------------------------------------------- | ---------------------------------------------------------- | ------------------------------------------------------------ | ----------------------------------------------------------------------------------- | -------- |
| - Archaeovolans    | - 2002 | Sinonimo junior                                               | - Stephen Czerkas                                          |                                                              | Sinonimo junior di Yanornis.                                                        |          |
| - Beipiaosaurus    | - 1999 | Taxon valido                                                  | - Tang Z.                                                  | - Wang Xiaolin                                               |                                                                                     |          |
| - Chaoyangsaurus   | - 1999 | Taxon valido                                                  | - Zhao Xijin                                               | - Cheng Z.                                                   |                                                                                     |          |
| - Dilong           | - 2004 | Taxon valido                                                  | - Mark Norell - Kuang - Wang Xiaolin                       | - Zhao Q. - Jia C.                                           |                                                                                     |          |
| - Erliansaurus     | - 2002 | Taxon valido                                                  | - Zhang Z. - Paul Sereno - Zhao Xijin                      | - Kuang X. - Han J. - Tan L.                                 |                                                                                     |          |
| - Eshanosaurus     | - 2001 | Taxon valido                                                  | - Zhao Xijin                                               | - James M. Clark                                             |                                                                                     |          |
| - Gigantoraptor    | - 2007 | Taxon valido                                                  | - Tan Q. - Wang J.                                         | - Zhao Xijin - Tan L.                                        |                                                                                     |          |
| - Graciliraptor    | - 2004 | Taxon valido                                                  | - Wang Xiaolin                                             |                                                              |                                                                                     |          |
| - Guanlong         | - 2006 | Taxon valido                                                  | - James M. Clark - C. Forster - Mark Norell                | - G. Erickson - D. Eberth - Jia C. - Zhao Q.                 |                                                                                     |          |
| - Hongshanosaurus  | - 2003 | Taxon valido                                                  | - You Hailu                                                | - Wang Xiaolin                                               |                                                                                     |          |
| - Incisivosaurus   | - 2000 | Taxon valido                                                  | - Cheng Y. - Wang Xiaolin                                  | - Chang C.                                                   |                                                                                     |          |
| - Jeholosaurus     | - 2000 | Taxon valido                                                  | - Wang Xiaolin                                             | - You Hailu                                                  |                                                                                     |          |
| - Jinzhousaurus    | - 2001 | Taxon valido                                                  | - Wang Xiaolin                                             |                                                              |                                                                                     |          |
| - Liaoceratops     | - 2002 | Taxon valido                                                  |                                                            |                                                              |                                                                                     |          |
| - Liaoningosaurus  | - 2001 | Taxon valido                                                  | - Wang Xiaolin                                             | - You Hailu                                                  |                                                                                     |          |
| - Linheraptor      | - 2010 | Taxon valido                                                  | - Choinere, J. - Pittman, M. - Tan, Q. - Xiao, D. - Li, Z. | - Tan, L. - Clark, J. - Norell, M. - Hone, D.W.E. - Sullivan |                                                                                     |          |
| - Zhuchengceratops | - 2010 | Taxon valido                                                  | - Kebai Wang - Xijin Zhao                                  | - Corwin Sullivan - Shuqing Chen                             |                                                                                     |          |
| - Mei              | - 2004 | Taxon valido                                                  | - Mark Norell                                              |                                                              |                                                                                     |          |
| - Microraptor      | - 2000 | Taxon valido                                                  | - Zhou Zhonghe                                             | - Wang Xiaolin                                               |                                                                                     |          |
| - Nanyangosaurus   | - 2000 | Taxon valido                                                  | - Zhao - Lu - Huang                                        | - Li - Dong                                                  |                                                                                     |          |
| - Neimongosaurus   | - 2001 | Taxon valido                                                  | - Zhang X. - Paul Sereno                                   | - Kwang - Tan                                                |                                                                                     |          |
| - Pedopenna        | - 2005 | Taxon valido                                                  | - Zhang Fucheng                                            |                                                              |                                                                                     |          |
| - Sinornithosaurus | - 1999 | Taxon valido                                                  | - Wang Xiaolin                                             | - Wu Xiao-Chun                                               |                                                                                     |          |
| - Sinovenator      | - 2002 | Taxon valido                                                  | - Mark Norell - Peter Makovicky                            | - Wang Xiaolin - Wu Xiao-Chun                                |                                                                                     |          |
| - Sinusonasus      | - 2004 | Taxon valido                                                  | - Wang Xiaolin                                             |                                                              |                                                                                     |          |
| - Sonidosaurus     | - 2006 | Taxon valido                                                  | - Zhang X. - Tan Q.                                        | - Zhao Xijin - Tan L.                                        |                                                                                     |          |
| - Xinjiangovenator | - 2005 | Taxon valido                                                  | - Oliver Rauhut                                            |                                                              | In precedenza descritto come frammento di Phaedrolosaurus da Dong Zhiming nel 1973. |          |
| - Yinlong          | - 2006 | Taxon valido                                                  | - C. Forster - James M. Clark                              | - Mark Norell - Mo J.                                        |                                                                                     |          |
| - Xixianykus       | - 2010 | Taxon valido                                                  | - De-You Wang - Corwin Sullivan - David W. E. Hone         | - Feng-Lu Han - Rong-Hao Yan - Fu-Ming Du                    |                                                                                     |          |
| - Yixianosaurus    | - 2003 | Taxon valido                                                  | - Wang Xiaolin                                             |                                                              |                                                                                     |          |
| - Yutyrannus       | - 2012 | Taxon valido. È il più grande dinosauro piumato classificato. |                                                            |                                                              |                                                                                     |          |

## Opere
- Xu, Xing; Norell, Mark A; Kuang, Xuewen; Wang, Xiaolin; Zhao, Qi & Jia, Chengkai (7 October 2004). "Basal tyrannosauroids from China and evidence for protofeathers in tyrannosauroids. Archiviato il 2 aprile 2012 in Internet Archive." Nature, 431: 680-684. DOI: 10.1038/nature02855 PMID 15470426
- Xu, Xing; Clark, James M; Forster, Catherine A; Norell, Mark A; Erickson, Gregory M; Eberth, David A; Jia, Chengkai & Zhao, Qi (9 February 2006). "A basal tyrannosauroid dinosaur from the Late Jurassic of China." Nautre, 9: 715-718. DOI: 10.1038/nature04511
- Xu, Xing; Tan, Qingwei; Wang, Jianmin; Zhao, Xijin & Tan, Lin (14 June 2007). "A gigantic bird-like dinosaur from the Late Cretaceous of China.[collegamento interrotto]" Nature, 447: 844-847. DOI: 10.1038/nature05849
- Xu, Xing; Zheng, Xiaoting & You, Hailu (20 January 2009). "A new feather type in a nonavian theropod and the early evolution of feathers." Proceedings of the National Academy of Sciences of the United States of America, 106 (3): 832-834. DOI: 10.1073/pnas.0810055106 PMID 19139401
- X. Xu, K. Wang, K. Zhang, Q. Ma, L. Xing, C. Sullivan, D. Hu, S. Cheng e S. et al. Wang, A gigantic feathered dinosaur from the Lower Cretaceous of China (PDF), in Nature, vol. 484, 2012,  pp. 92–95, DOI:10.1038/nature10906, PMID 22481363 (archiviato dall'url originale il 17 aprile 2012).